# Пломиково
Пломиково (пол. Płomykowo, нім. Mühlenvorwerk) — село в Польщі, у гміні Санток Ґожовського повіту Любуського воєводства.
Населення — 196 осіб (2011).
У 1975-1998 роках село належало до Гожовського воєводства.

## Демографія
Демографічна структура станом на 31 березня 2011 року:
|          | Загалом | Допрацездатний вік | Працездатний вік | Постпрацездатний вік |
| -------- | ------- | ------------------ | ---------------- | -------------------- |
| Чоловіки | 100     | 26                 | 69               | 5                    |
| Жінки    | 96      | 17                 | 64               | 15                   |
| Разом    | 196     | 43                 | 133              | 20                   |